# Conus dedonderi
Espèce
Conus dedonderi est une espèce de mollusques gastéropodes marins de la famille des Conidae.
Comme toutes les espèces du genre Conus, ces escargots sont prédateurs et venimeux. Ils sont capables de « piquer » les humains et doivent donc être manipulés avec précaution, voire pas du tout.

## Description
La coquille de C. dedonderi est une petite coquille blanche, rigide, de forme conique, dont la longueur peut varier entre 14 et 20 mm.

## Distribution
Cette espèce marine est présente au large des Philippines du Sud.

## Taxonomie

### Publication originale
L'espèce Conus dedonderi a été décrite pour la première fois en 2013 par les malacologistes belges Rika Goethaels et David Monsecour (d) dans la publication intitulée « Novapex »,.

### Synonymes
- Conus (Strategoconus) dedonderi (Goethaels & D. Monsecour, 2013) · appellation alternative
- Rolaniconus dedonderi Goethaels & D. Monsecour, 2013 · non accepté

## Identifiants taxonomiques
Chaque taxon catalogué par les bases de données biologiques et taxonomiques possède un identifiant qui permet d'établir un point de référence. Les identifiants de Conus dedonderi dans les principales bases sont les suivants :
CoL : XX9Z - WoRMS : 732688